# 硯島村
硯島村（すずりしまむら）は山梨県南巨摩郡にあった村。現在の早川町大島・雨畑にあたる。

## 地理
- 山：笊ヶ岳、布引山、稲又山、青笹山、山伏、八紘嶺、七面山

## 歴史
- 1874年（明治7年）12月 - 巨摩郡大島村・雨畑村が合併して硯島村となる。
- 1878年（明治11年）7月22日 - 郡区町村編制法の施行により、硯島村が南巨摩郡の所属となる。
- 1889年（明治22年）7月1日 - 町村制の施行により、硯島村が単独で自治体を形成。
- 1956年（昭和31年）9月30日 - 五箇村・都川村・三里村・本建村・西山村と合併して早川町が発足。同日硯島村廃止。